# أناكريداوات
الأناكريداوات (الاسم العلمي: Anacharidoideae) هي أسرة نباتية تتبع فصيلة الحب مائية من رتبة المزماريات.

## أجناس
- الأبلانط (الاسم العلمي:Apalanthe)
- الأجيريا (الاسم العلمي:Egeria)
- الأوتليا (الاسم العلمي:Ottelia)
- الأيلود (الاسم العلمي:Elodea)
- البليكسة (الاسم العلمي:Blyxa)